# Robert Hausmann
Robert Hausmann   (Rottleberode, 13 d'agost de 1852 - Viena, 19 de gener de 1909) va ser un notable violoncel·lista alemany del segle xix que va estrenar importants obres de Johannes Brahms (incloent el doble concert) i Max Bruch (inclòs Kol Nidrei). Va ser el violoncel·lista del Quartet Joachim i va ensenyar a la "Berlin Königliche Hochschule für Müsik".
El seu avi patern, Friedrich Ludwig Hausmann (1782-1859), va ser professor de mineralogia a la Universitat de Göttingen, i el seu pare Friedrich Ludolf Hausmann (1810-1880) també va participar en la mineria a les muntanyes del Harz, riques en minerals. La família Hausmann havia tingut un paper destacat en la vida cívica i cultural de la ciutat de Hannover des del segle xviii. El besoncle de Robert Bernhard (1784-1873) va ser un important col·leccionista d'art i violinista aficionat les memòries del qual, Erinnerungen aus dem 80 jährigen Leben eines hannoverschen Burgers Hannover (1873) proporcionen un relat detallat de les seves moltes activitats durant un període ple de la història de Hannover.
Robert va ingressar al "Gymnasium de Brunswick" als vuit anys el 1861, on els seus estudis de violoncel van continuar amb Theodor Müller, el violoncel·lista del Müller Quartet, un dels primers quartets de corda professionals d'Alemanya. El 1869 va ser un dels primers alumnes de la "Berlin Hochschule für Musik", on va estudiar amb el nebot de Müller, Wilhelm Müller, sota la direcció general del violinista Joseph Joachim. Joachim el va presentar al gran violoncel·lista i professor italià Carlo Alfredo Piatti (1822-1901), que li va donar lliçons a Londres el 1871 i també a la seva finca a Cadenabbia, al llac de Como, Itàlia.
Després es va unir al quartet de corda del comte Hochberg a Silèsia del 1871 al 1876, quan va ser nomenat instructor de violoncel a la Hochschule de Berlín. Es va convertir en instructor principal després de la retirada de Wilhelm Müller el 1879 i va ser nomenat professor el 1884. Des del 1879 fins a la mort de Joseph Joachim el 1907 va ser el violoncel·lista del quartet Joachim, al costat del mateix Joachim (1er violí), Heinrich de Ahna (fins a la seva mort el 1892), substituït per Karel Halíř (2n violí) i Emanuel Wirth (viola). Sempre va ser un reproductor de música de cambra molt actiu, reconegut a Alemanya, a Europa en general i a Londres. Hausmann va actuar a Gran Bretanya gairebé cada any, a partir del 1876, fins a un mes abans de la seva mort.
El 1879-80, Charles Villiers Stanford va escriure un concert per a violoncel en re menor per a Robert Hausmann. Això va seguir després de l'estrena de Hausmann la Sonata per a violoncel, op. 9, el 1879. Va ser la primera sonata de violoncel britànica significativa. El 1881 Hausmann estrenava de Max Bruch Kol Nidrei, Op. 47, que se li dedicà. Bruch va escriure això en resposta a una llarga sol·licitud de Hausmann per escriure una peça per a violoncel i orquestra que coincidís amb les que havia escrit per a violí i orquestra. Bruch també va consultar a Hausmann sobre bowings i altres aspectes tècnics. Canzone de Bruch en Si bemoll, op. 55, i Vier Stücke, op. 70, també estan dedicades a Hausmann.
L'associació més significativa de Hausmann va ser amb Johannes Brahms. Després de tocar junts per primera vegada el 1883, era un convidat freqüent del cercle d'amics de Brahms que tenien actuacions privades a casa seva. La sonata per a violoncel núm. 2 en fa major, op. 99, el va dedicar i va estrenar a Viena, amb el compositor al piano (14 de novembre de 1886). També va popularitzar la Sonata per a violoncel núm. 1 en mi menor, op. 38. El novembre de 1891 va participar en la primera actuació privada, a Meiningen, del Trio per a clarinet en la menor, op. 114, amb Richard Mühlfeld al clarinet i Brahms al piano. El mes següent van tenir un triomf amb l'estrena pública a Berlín. El març de 1892 va introduir l'obra a Londres, amb Mühlfeld i Fanny Davies. A més, Hausmann va formar part de les estrenes a Berlín del Trio per a piano en do menor de Brahms. op. 101, el Quintet en sol major, op. 111, i el Quintet de clarinet, op. 115.
El més important, Hausmann i Joseph Joachim van ser els dos solistes per als quals Brahms va escriure el doble concert en la menor, op. 102, la seva última obra orquestral. Brahms va treballar amb tots dos en la peça abans de la seva estrena a Wiesbaden el 18 d'octubre de 1887. El crític Eduard Hanslickva escriure que Hausmann no era "en cap cas inferior a Joachim". Com a part del quartet Joachim, Hausmann va defensar tota la música de cambra de Brahms per a corda, que apareixia regularment a la sèrie de concerts del Quartet a Berlín durant més de trenta anys. A més del Quartet, Hausmann va ser membre fundador d'un grup de trio de piano, format pels seus col·legues de la Hochschule, Heinrich de Ahna (amb Emanuel Wirth substituint a Ahna després de morir el 1892) i el pianista Heinrich Barth. Van començar una sèrie de concerts de subscripció a Berlín que va durar des de 1878 fins a 1907. La seva temporada de concerts va ser similar a la del Quartet, començant a l'octubre i acabant al març. Els seus primers anys tocant van ser a la Singakademie. No obstant això, el 1889 van començar a tocar "vespres populars de música de cambra" a la Philharmonie, molt més gran,
El 1894 Hausmann es va casar amb Helene von Maybach, filla del ministre de Comerç prussià Albert von Maybach. Van tenir dos fills: Luise (n. 1895) i Friedrich Georg (n. 1900), que també es va convertir en músic. Hausmann va publicar edicions de les suites per a violoncel de Bach op. 113 (originalment per a viola i piano), i el concert per a violoncel de Bernhard Molique.
Entre els seus alumnes es trobaven Friedrich Koch (professor de Boris Blacher i Paul Kletzki), Wallingford Riegger, Philipp Roth, Percy Such, Hugo Dechert, Otto Lüdemann, Lucy Campbell, Arthur Williams i altres.
Va tocar un excel·lent violoncel Stradivarius del 1724, que encara es coneix com el "Hausmann" Strad". L'adquirí del fill del seu besoncle, el virtuós del violoncel i especialista en música de cambra que s'havia establert a la Gran Bretanya George Hausmann (1814-1860). Posteriorment va ser propietat del mestre rus Edmund Kurtz (violoncel principal de l'Orquestra Simfònica de Chicago).
Robert Hausmann va morir a Viena el gener de 1909, als 56 anys, després de tocar un recital de les sonates per a violoncel de Beethoven amb Marie Baumeyer a Graz la nit anterior. Donald Tovey havia tocat música de cambra amb Joachim i Hausmann durant els darrers anys, i les seves Variacions elegíacs per a violoncel i piano, Op. 10, van ser escrits en memòria de Hausmann.